# 地役权
在普通法中，地役权（英語：easement）是一种非占有性权利，是使用他人的不动产用於特定目的的有限的合法權利，但不占有不动产。它最典型的代表是“土地所有者对另一方的土地享有的通行权。在大多数司法管辖区，地役权本身就是一种财产权，是普通法中一种无形财产。
大陆法的不動產役權（德語：Grunddienstbarkeit，中華民國民法原稱地役權，後改稱不動產役權），通常指依據契據或遺囑，土地使用人在他人擁有的土地上能享有的非營利利益，土地使用人藉此能夠獲得對此一土地特定的有限役權。是指為了使用自己土地的便利而使用他人土地的權利。例如，擁有A地的甲可以要求擁有B地的乙不要在其土地上建設高樓以保證甲可以觀賞遠處的風景。

## 鐵路地役權
鐵路地役權是一種由政府賦予鐵路公司（或鐵路部門）預留鐵路建築用地的地役權。一般而言在鐵路路線荒廢或企劃的路線確定不實行，預留地會歸還給原地權使用者，但此一政策亦會因地方而異。

## 國際地役
國際地役意指國家為了多國的利益，而在自身領土或領海上限制其主權行使，以利各國使用。類似案例例如印度－葡萄牙關係中的1960年《印度領土通行權案》（Right of Passage over Indian Territory）中，即保障葡方非軍事人員在印方領土上的通行權。